# Amil (cantora)
Amil Whitehead (Nova Iorque, 19 de setembro de 1978) é uma cantora e compositora de rap americana, mais conhecida com o nome de Amil. Ela se destacou em 1998 com a parceria feita entre ela Jay-Z e Ja Rule para a trilha sonora do filme A Hora do Rush, o single "Can I Get A..." foi lançado em 1998 alcançando a posição dezenove na Billboard Hot 100.

## Discografia
| Ano  | Álbum                                                                                      | Melhor posição | Melhor posição | Certificação |
| Ano  | Álbum                                                                                      | USA            | US R&B         | Certificação |
| ---- | ------------------------------------------------------------------------------------------ | -------------- | -------------- | ------------ |
| 2000 | All Money Is Legal - 1.º álbum de estúdio - Lançado: 19 de setembro de 2000 - Formatos: CD | 45             | 12             | RIAA: ouro   |
| 2009 | Amil Azizz - 2.º álbum de estúdio - Lançado: por anunciar - Format: CD                     | -              | -              | -            |

### Singles
| Ano  | Single                                                         | Melhor Posição | Melhor Posição | Melhor Posição | Melhor Posição | Álbum                                       |
| Ano  | Single                                                         | US             | US Rap         | US R&B         | UK             | Álbum                                       |
| ---- | -------------------------------------------------------------- | -------------- | -------------- | -------------- | -------------- | ------------------------------------------- |
| 1998 | "Can I Get A..."(com Jay-Z & Ja Rule)                          | 19             | 22             | 6              | 24             | Vol. 2... Hard Knock Life                   |
| 1999 | "Nigga What, Nigga Who (Originator 99)"(com Jay-Z & Jaz-O)     | 83             | 24             | 6              | 19             | Vol. 2... Hard Knock Life                   |
| 1999 | "Do It Again (Put Ya Hands Up)"(Jay-Z com Beanie Sigel & Amil) | 65             | 9              | 11             | -              | Vol. 3... Life and Times of S. Carter       |
| 2000 | "Get None"(Tamar Braxton com Jermaine Dupri & Amil)            | -              | -              | 59             | -              | Tamar                                       |
| 2000 | "Hey Papi"(Jay-Z com Memphis Bleek & Amil)                     | 76             | 12             | 16             | -              | Nutty Professor II: The Klumps (soundtrack) |
| 2000 | "4 Da Fam" (com Memphis Bleek, Jay-Z & Beanie Sigel)           | -              | 29             | 99             | -              | A.M.I.L. (All Money Is Legal)               |
| 2000 | "I Got That" (com Beyoncé)                                     | -              | -              | 101            | -              | A.M.I.L. (All Money Is Legal)               |
| 2000 | "That's Right/Get Down" (single promocional)                   | -              | -              | -              | -              | A.M.I.L. (All Money Is Legal)               |